# سیارک ۵۰۹۷
سیارک ۵۰۹۷ (به انگلیسی: 5097 Axford، نامگذاری:1983TW1) پنج هزار و نود و هفتمین سیارک کشف شده‌است که در ۱۲ اکتبر ۱۹۸۳ کشف شد.
قدر مطلق سیارک برابر ۱۳٫۲۰ است.